# Arrondissements do Senegal

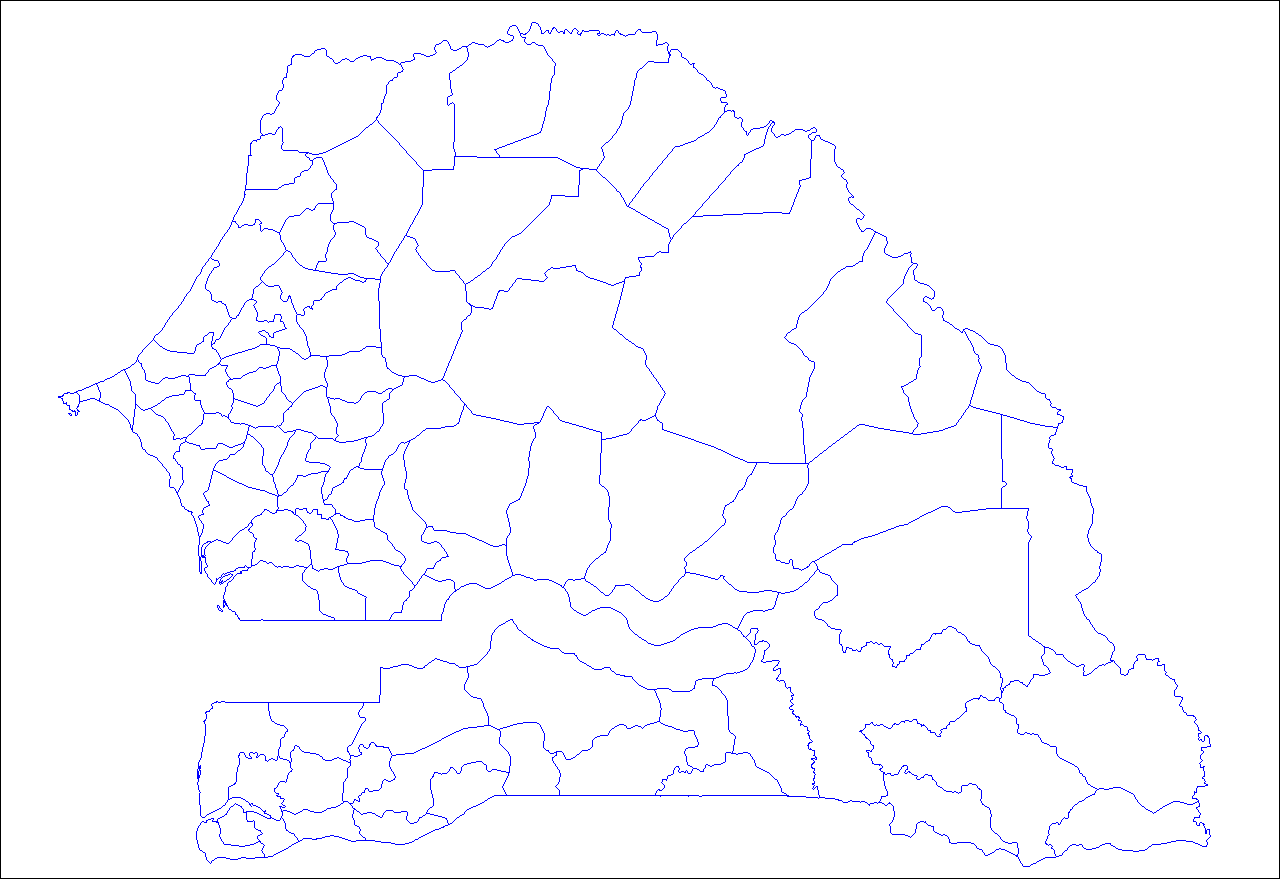
Arrondissements do Senegal.

Os departamentos do Senegal são subdivididos em arrondissements. Os arrondissements estão listados abaixo, por departamento:

## Bakel

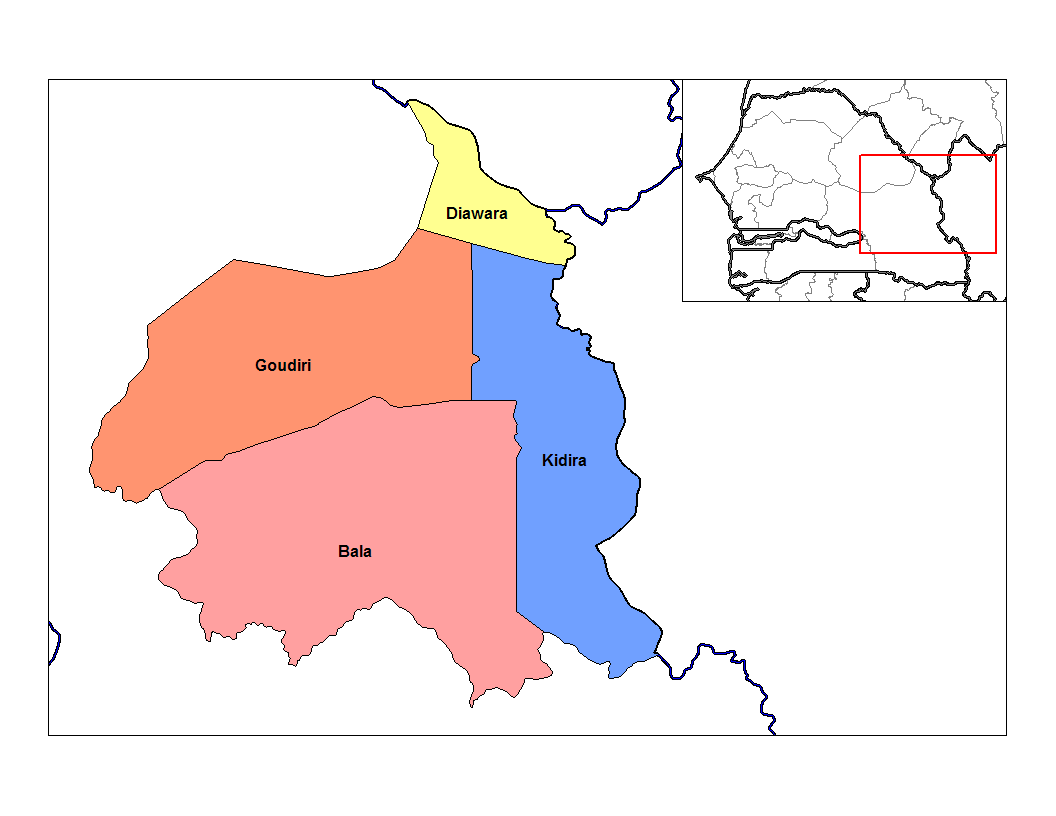
Arrondissements de Bakel.

- Bala
- Diawara
- Goudiri
- Kidira

## Bambey

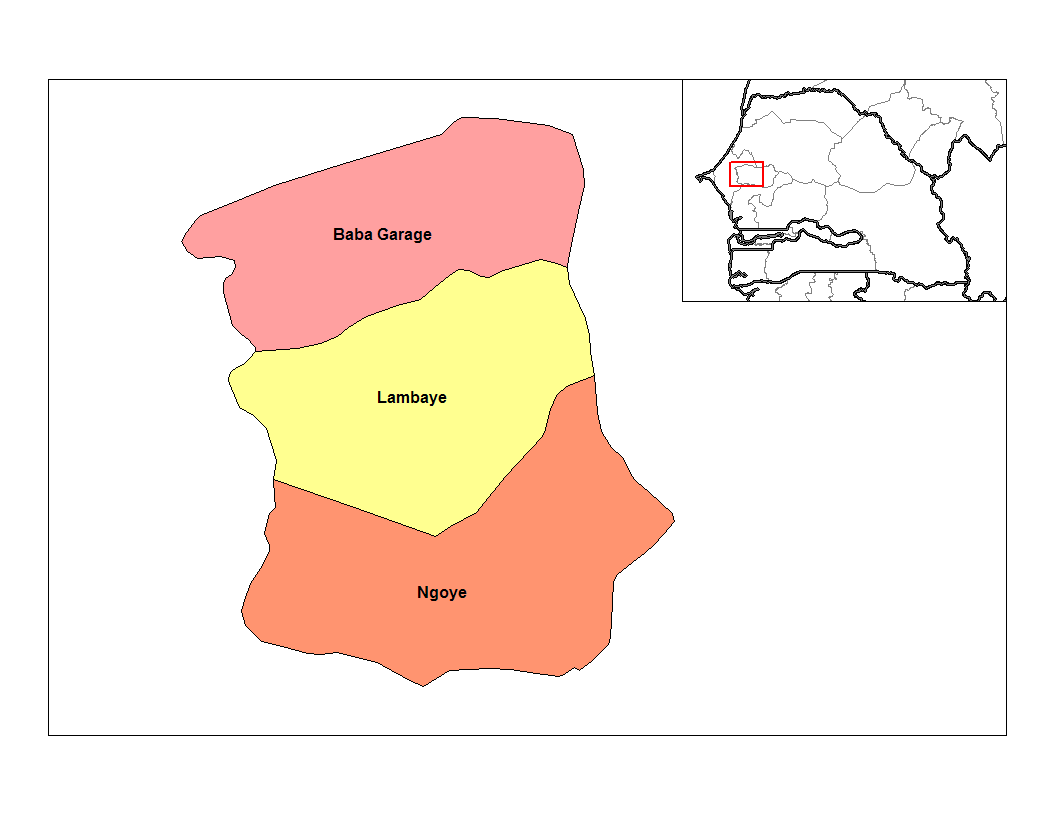
Arrondissements de Bambey.

- Baba Garage
- Lambaye
- Ngoye

## Bignona

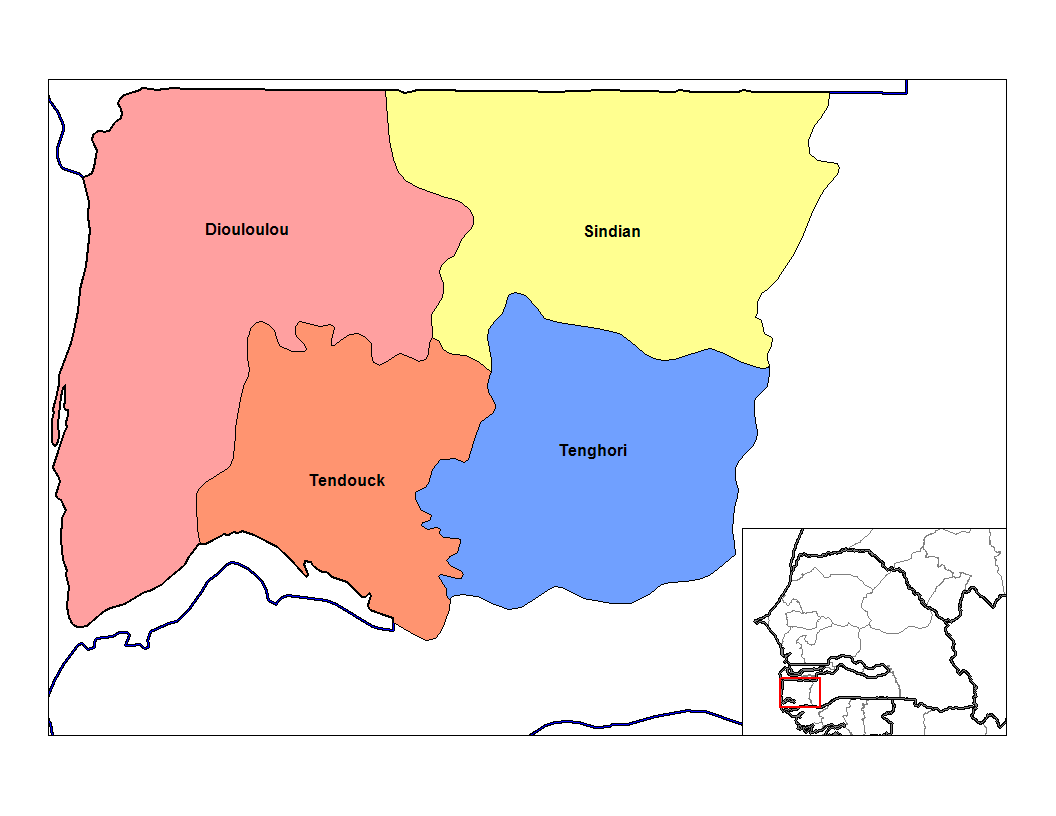
Arrondissements de Bignona.

- Diouloulou
- Sindian
- Tendouck
- Tenghori

## Dagana

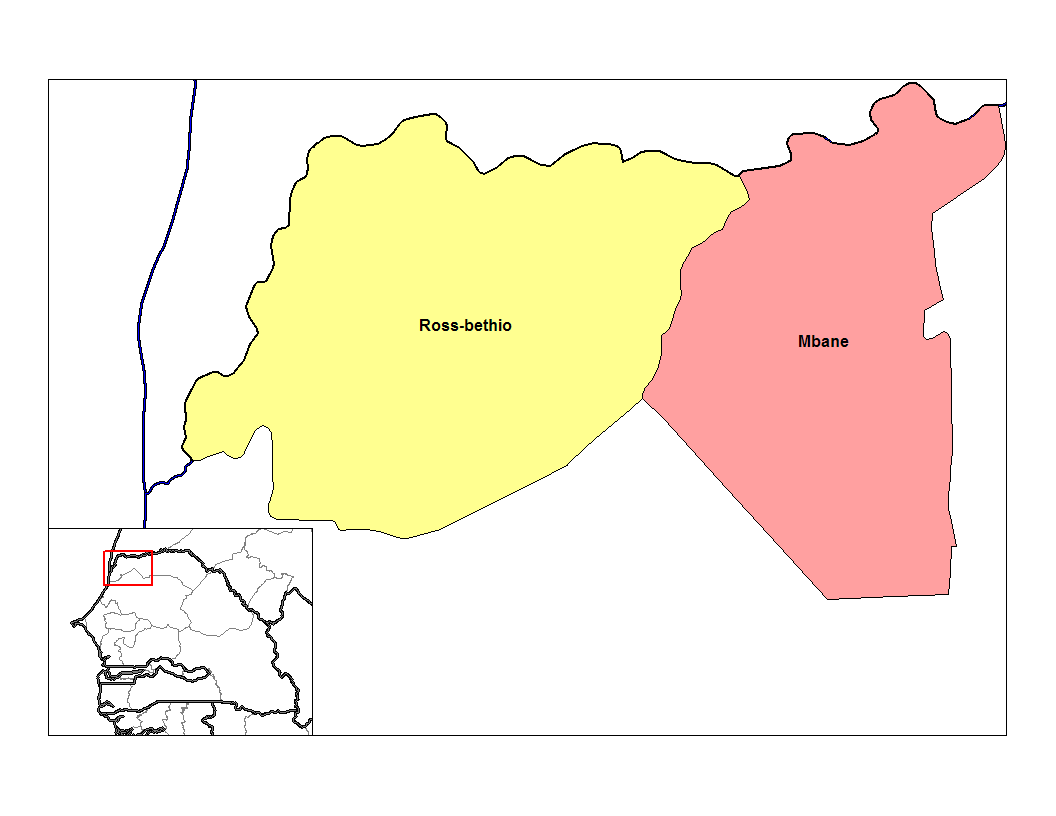
Arrondissement de Dagana.

- Ross-Bethio

## Dakar
- Almadies
- Grand Dakar
- Parcelles Assainies
- Plateau/Gorée

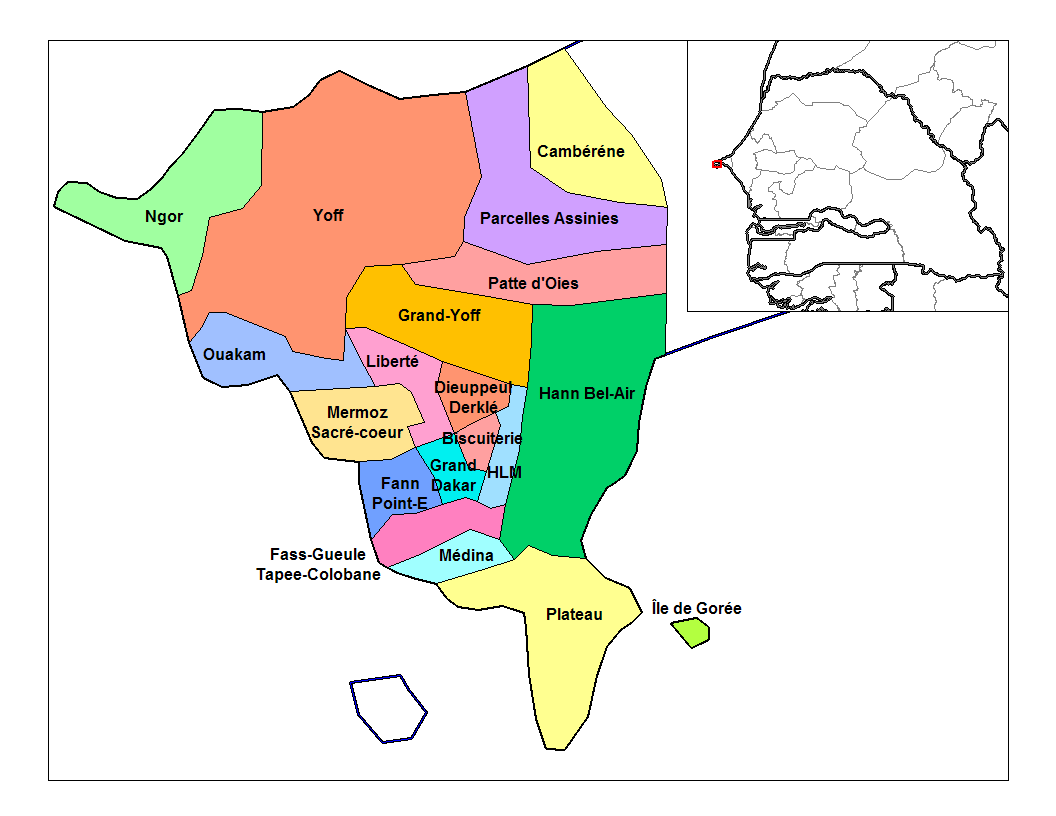
Comunas de arrondissement de Dakar.

Dakar Departamento é ainda dividido em 19 Comunas de arrondissements.

## Diourbel

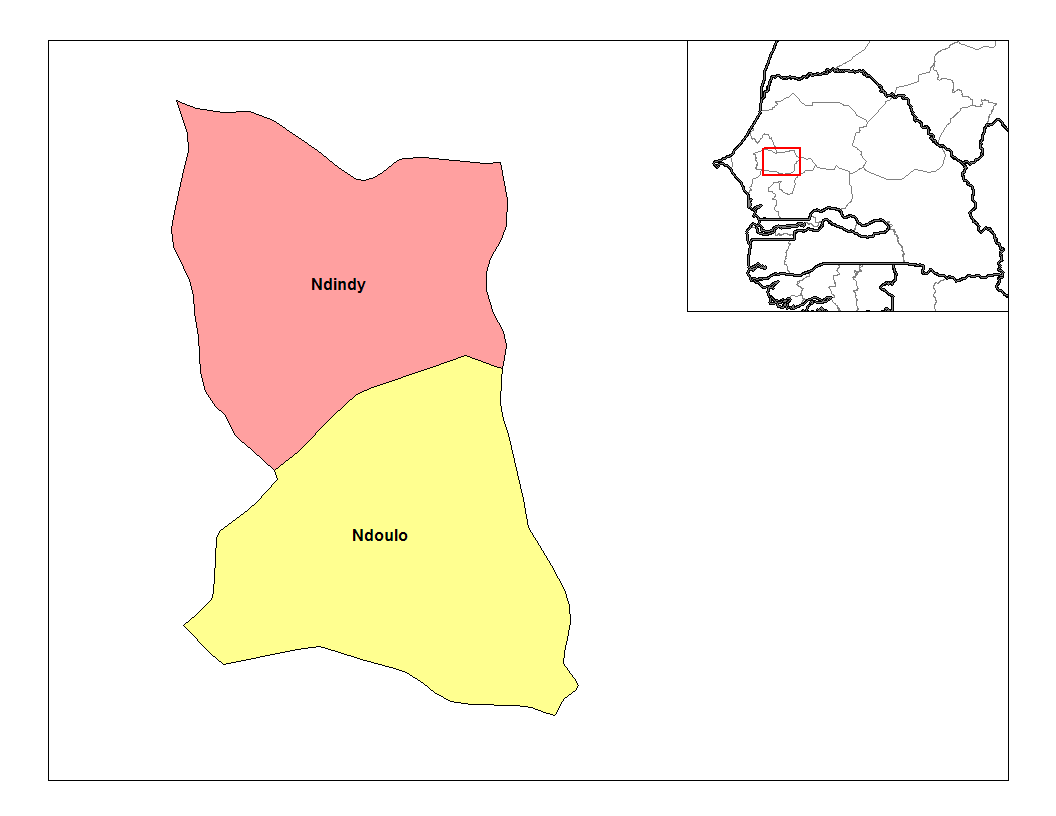
Arrondissements de Diourbel.

- Ndindy
- Ndoulo

## Fatick

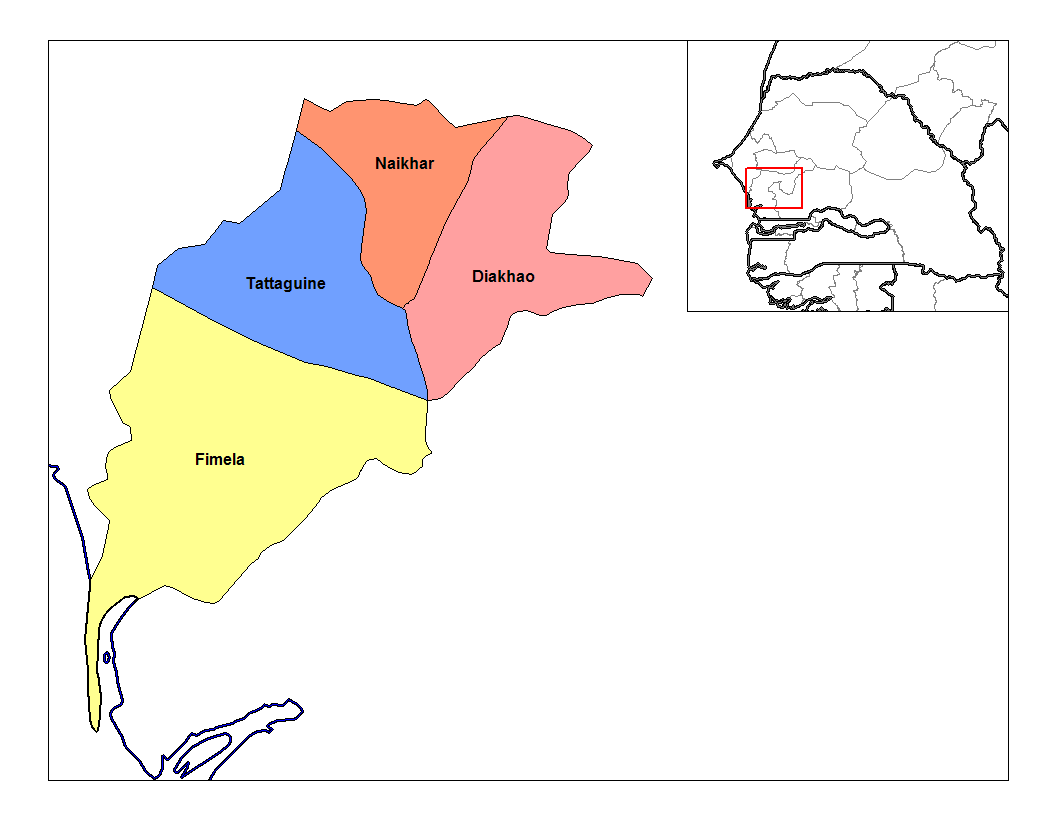
Arrondissements de Fatick.

- Diakhao
- Fimela
- Naikhar
- Tattguine

## Foundiougne

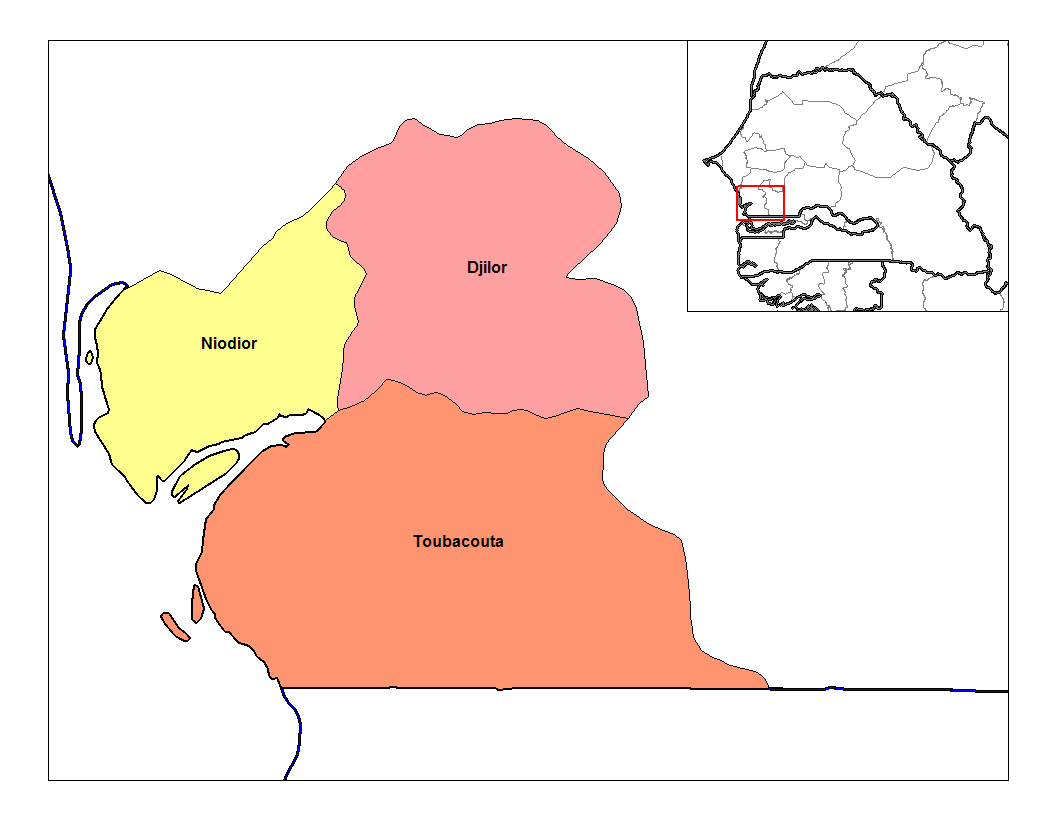
Arrondissements de Foundiougne.

- Djilor
- Niodior
- Toubacouta

## Gossas

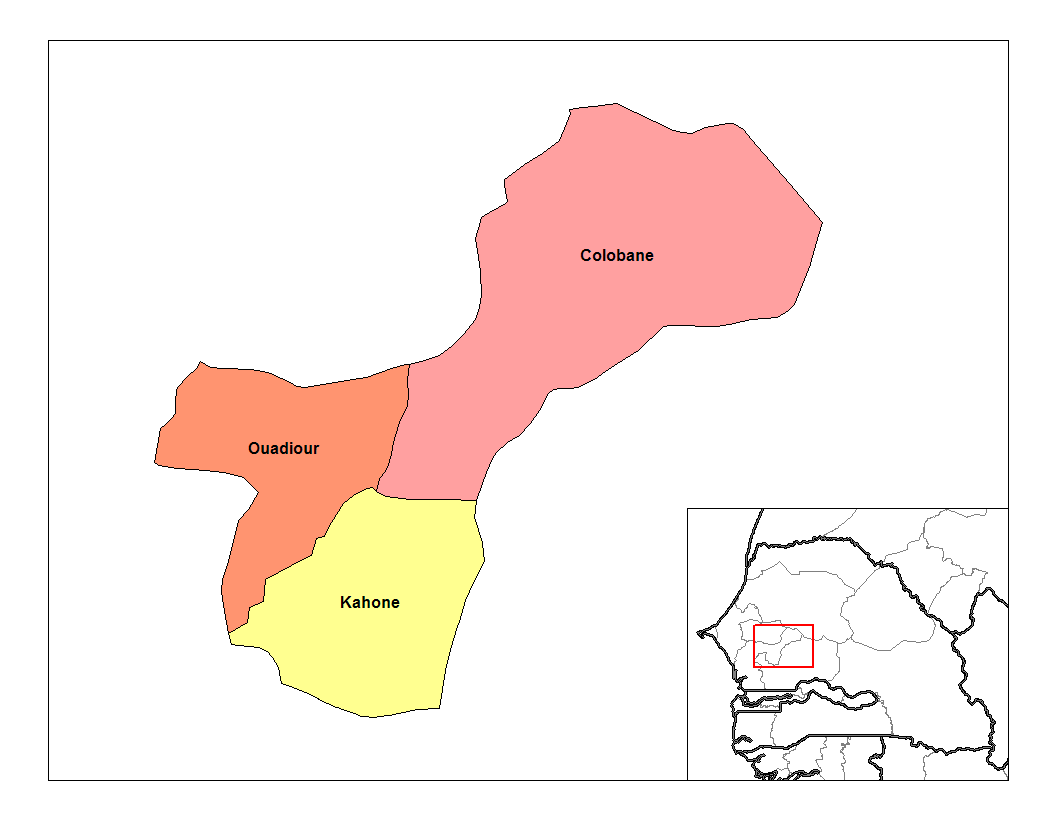
Arrondissements de Gossas.

- Colobane
- Kahone
- Ouadiour

## Guédiawaye

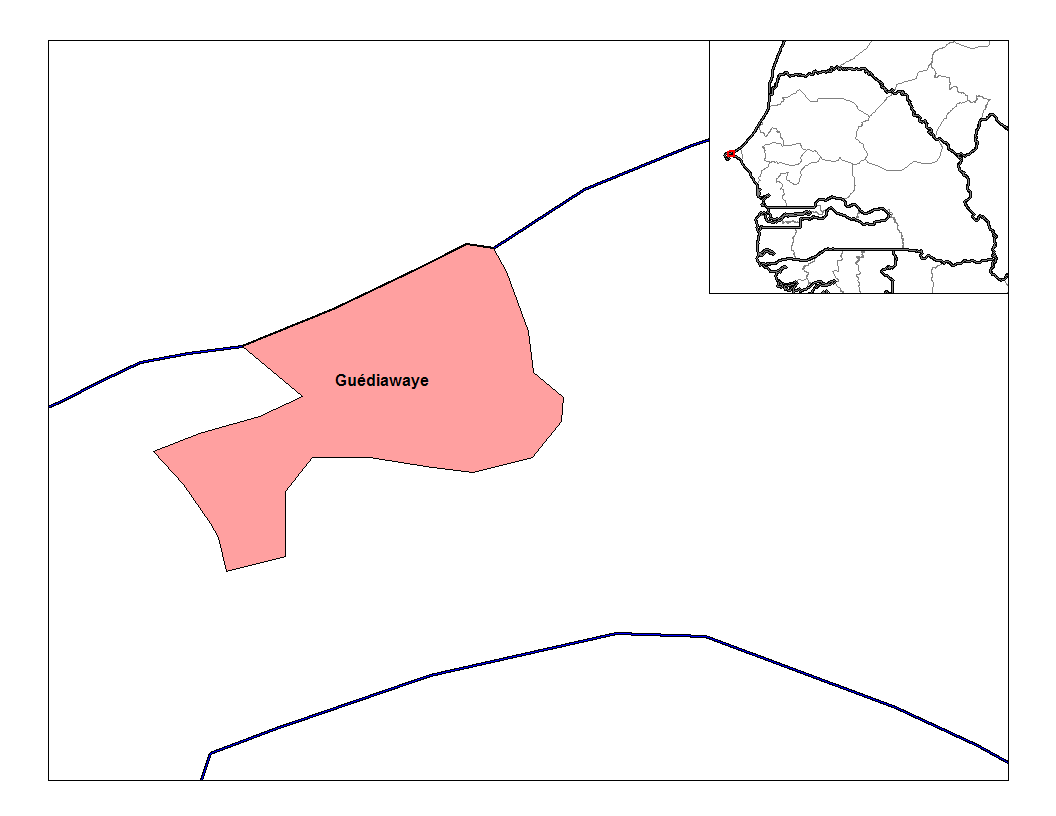
Arrondissement de Guédiawaye.

- Guediawaye

## Kaffrine

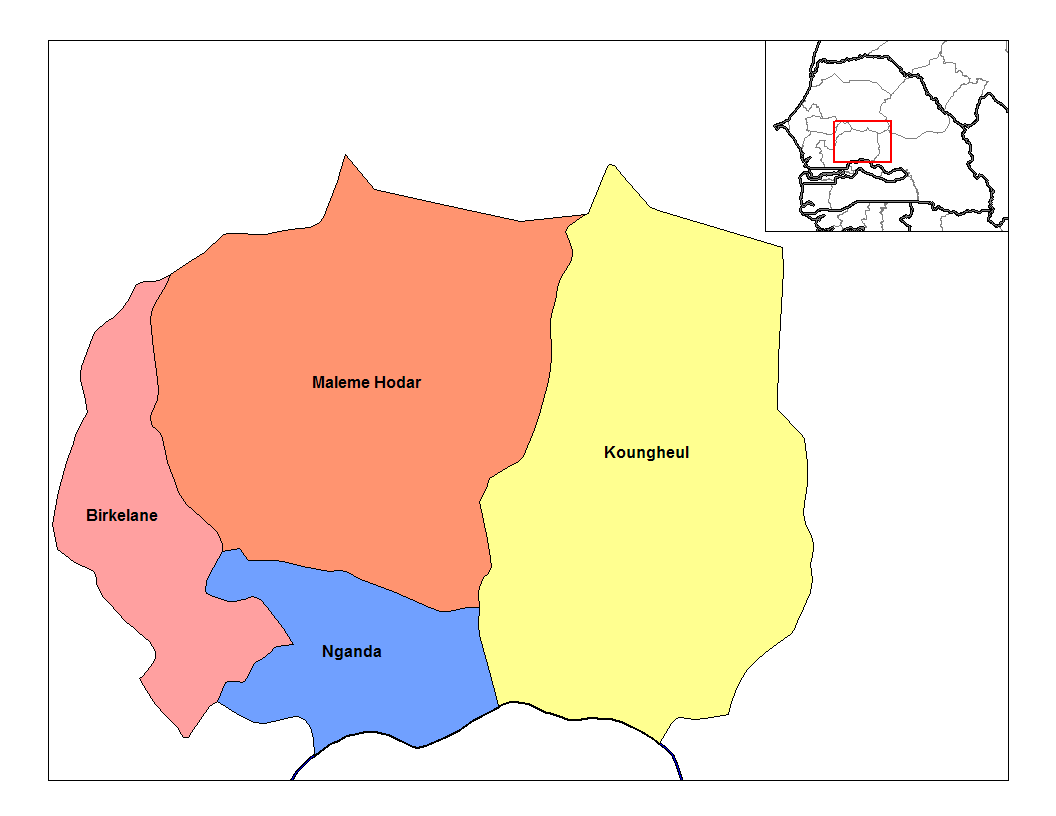
Arrondissements de Kaffrine: antes de 2006.

Nota: A partir de 2006, Koungheul e parte leste foi removida do Kaffrine Departamento para formar Koungheul Departamento.
- Birkelane
- Malem-Hodar
- Nganda

## Kanel

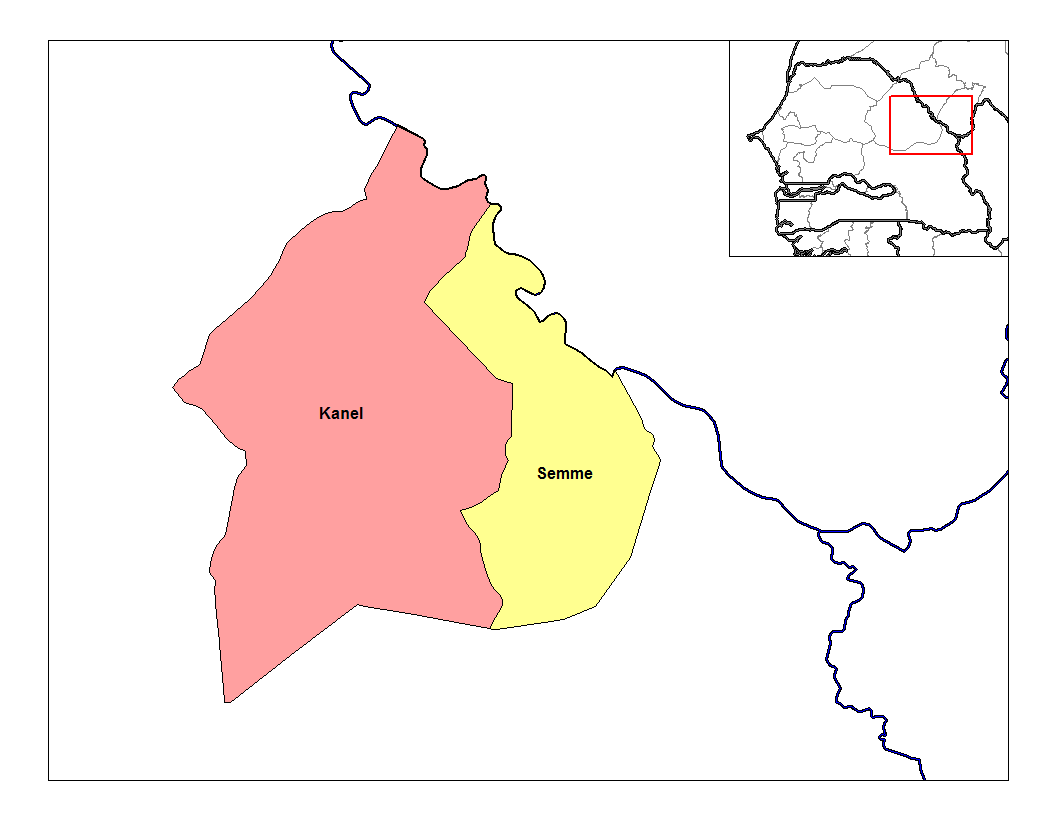
Arrondissements de Kanel.

- Kanel
- Semme

## Kaolack

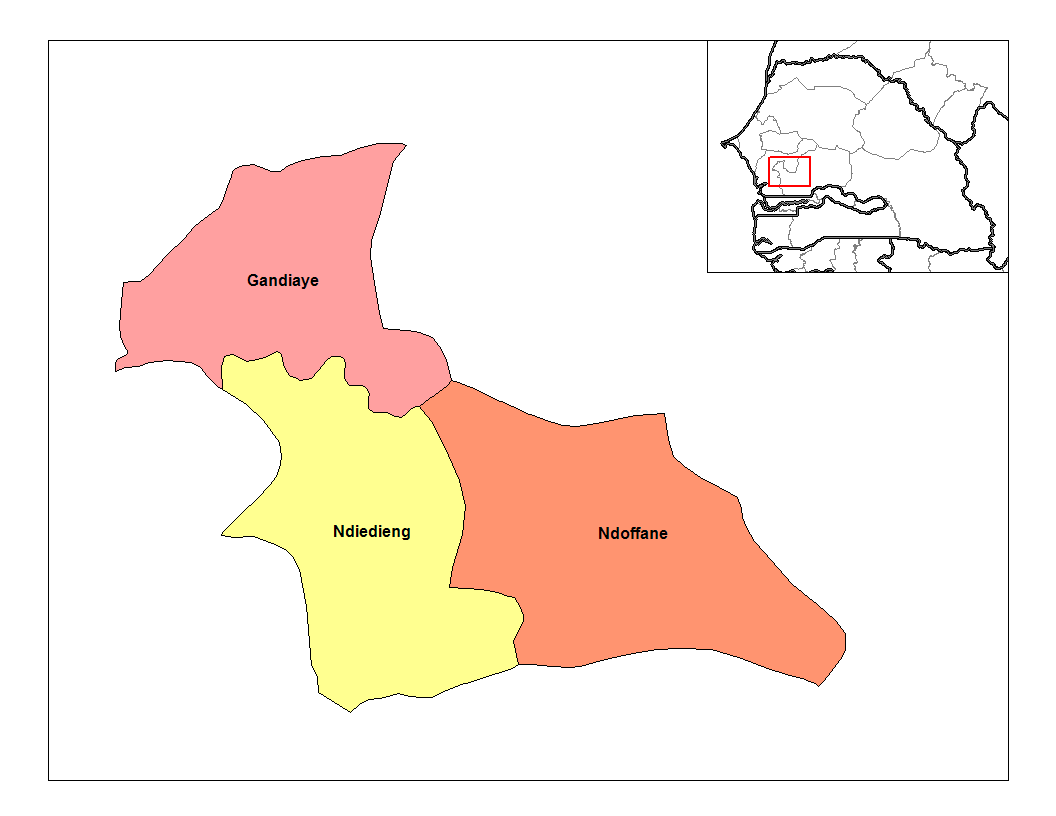
Arrondissements de Kaolack.

- Gandiaye
- Ndiedieng
- Ndoffane

## Kébémer

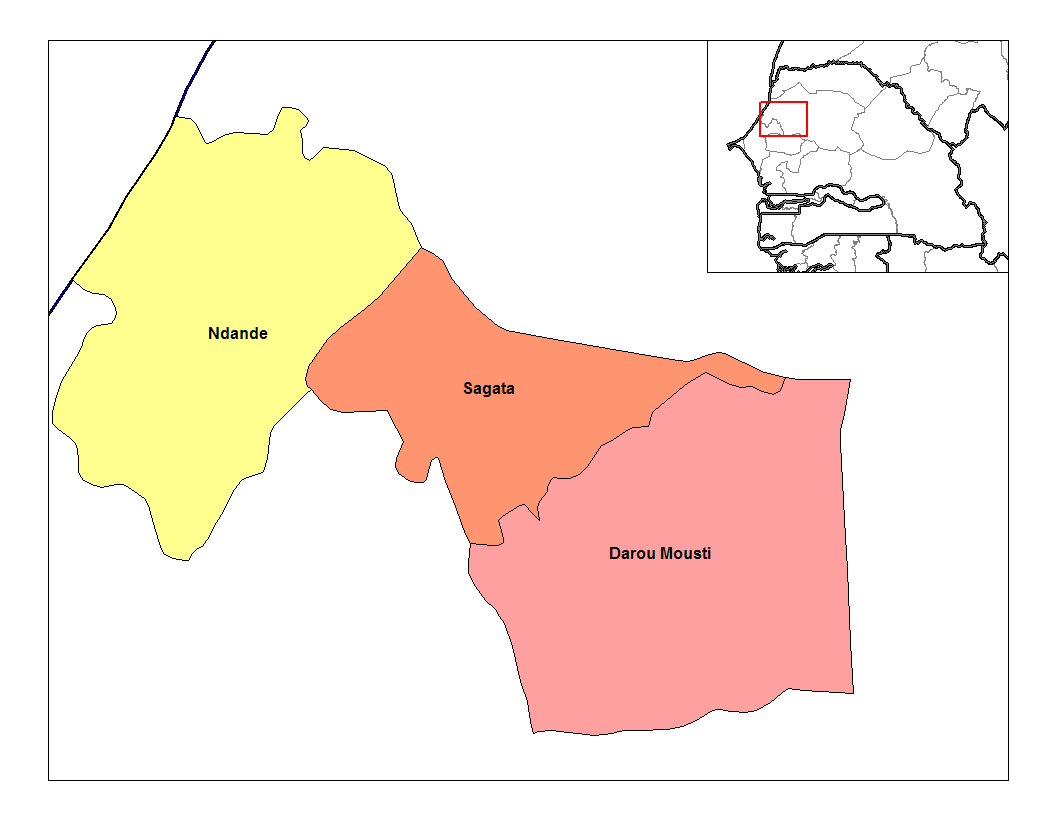
Arrondissements de Kébémer.

- Darou Mousti
- Ndande
- Sagata

## Kédougou

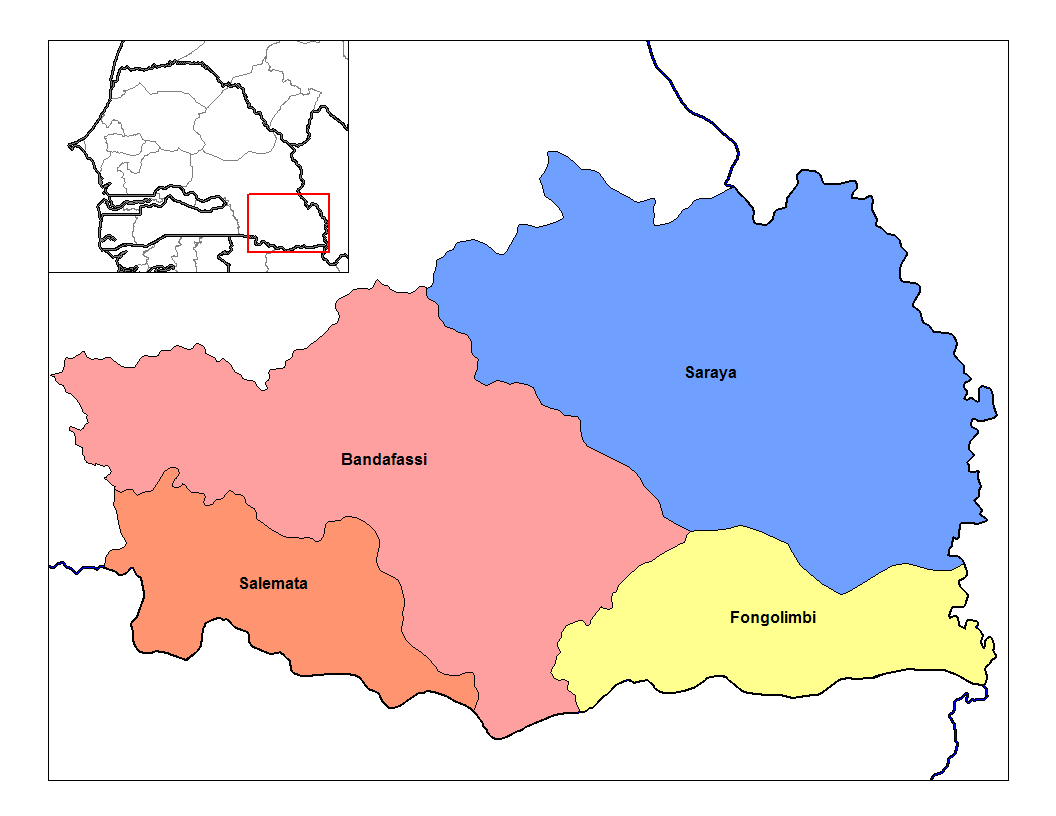
Arrondissements de Kédougou.

- Bandafassi
- Fongolimbi
- Salemata
- Saraya

## Kolda

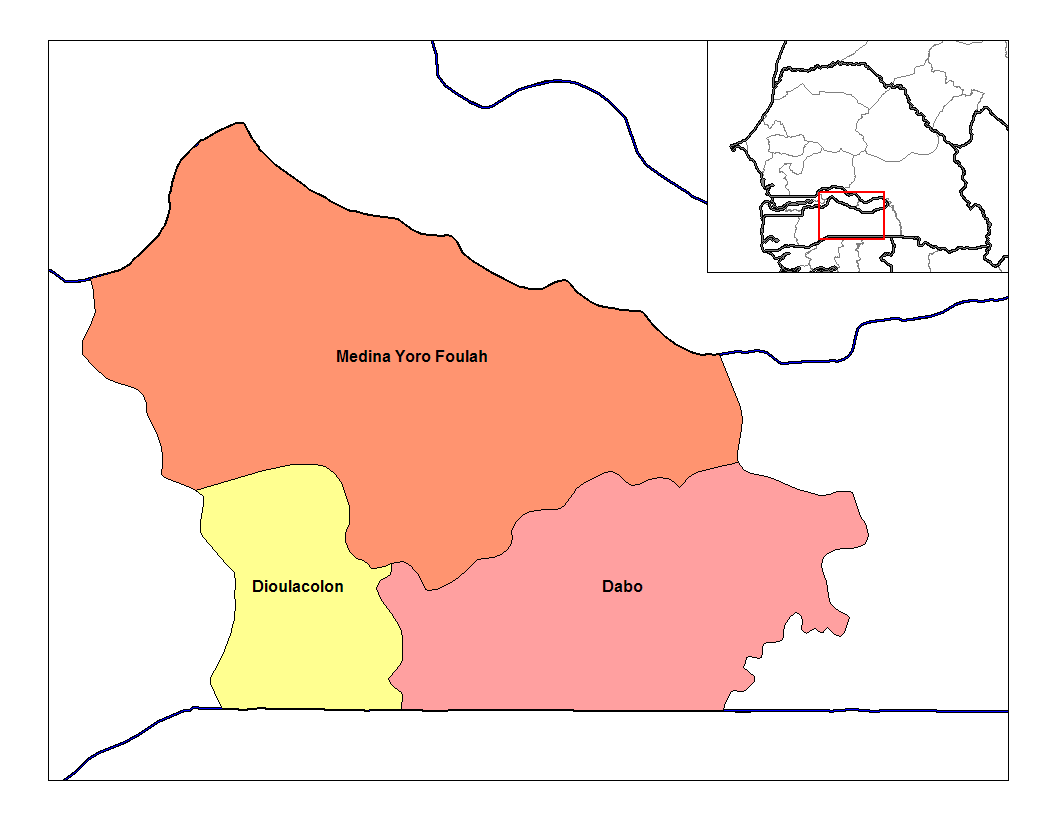
Arrondissements de Kolda.

- Dabo
- Dioulacolon
- Medina Yoro Foulah

## Koungheul

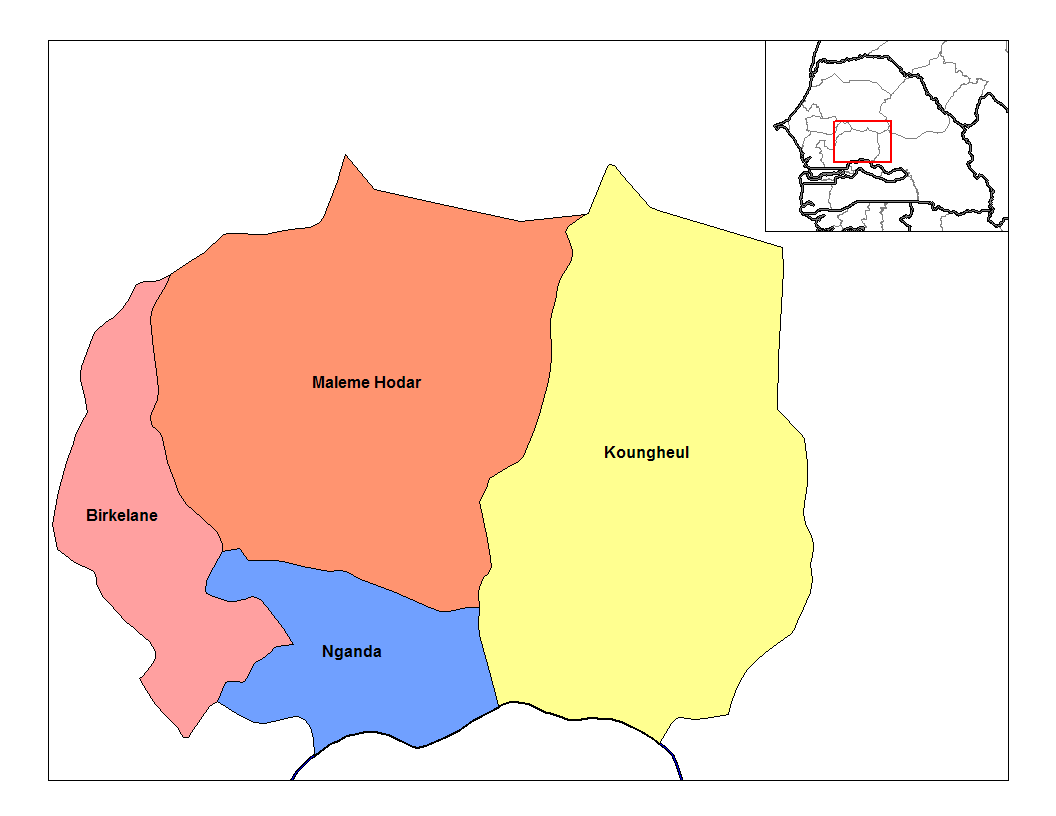
The eastern half de Kaffrine now comprises Koungheul Department.

Nota: A partir de 2006, Koungheul e parte leste foi removida do Kaffrine Departamento para formar Koungheul Departamento.
- Koungheul
- Maka-Yop

## Linguère

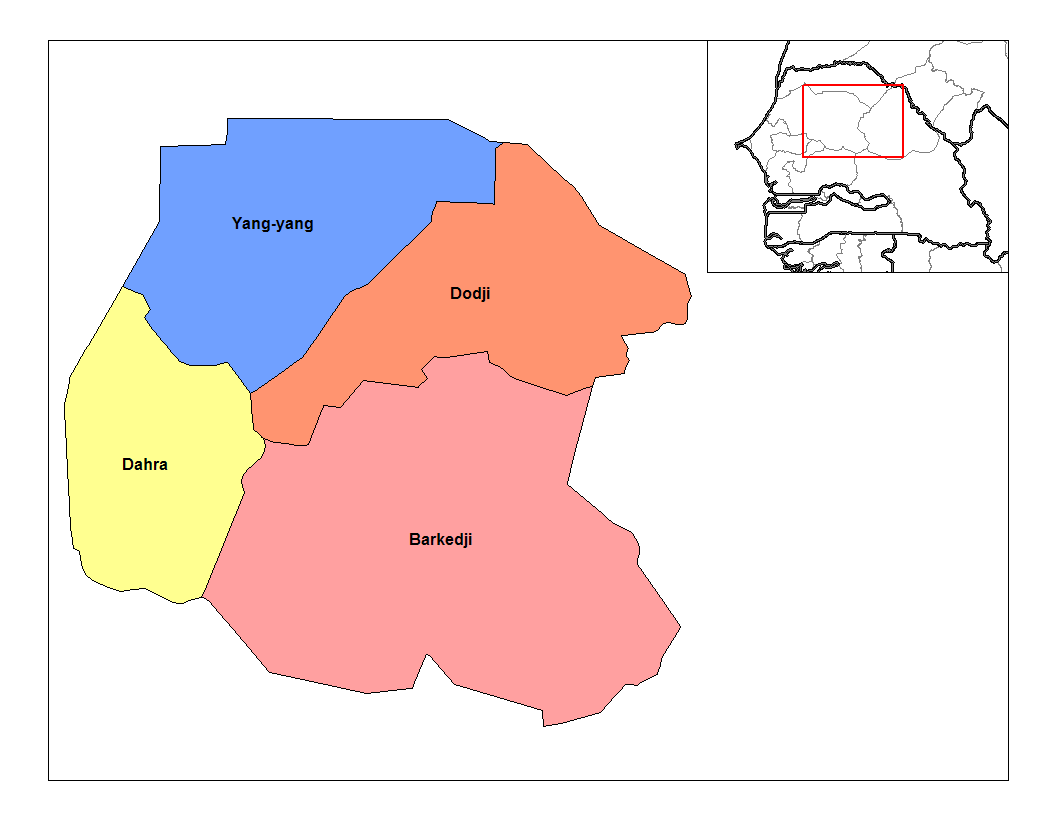
Arrondissements de Linguère.

- Barkedji
- Dahra
- Dodji
- Yang-Yang

## Louga

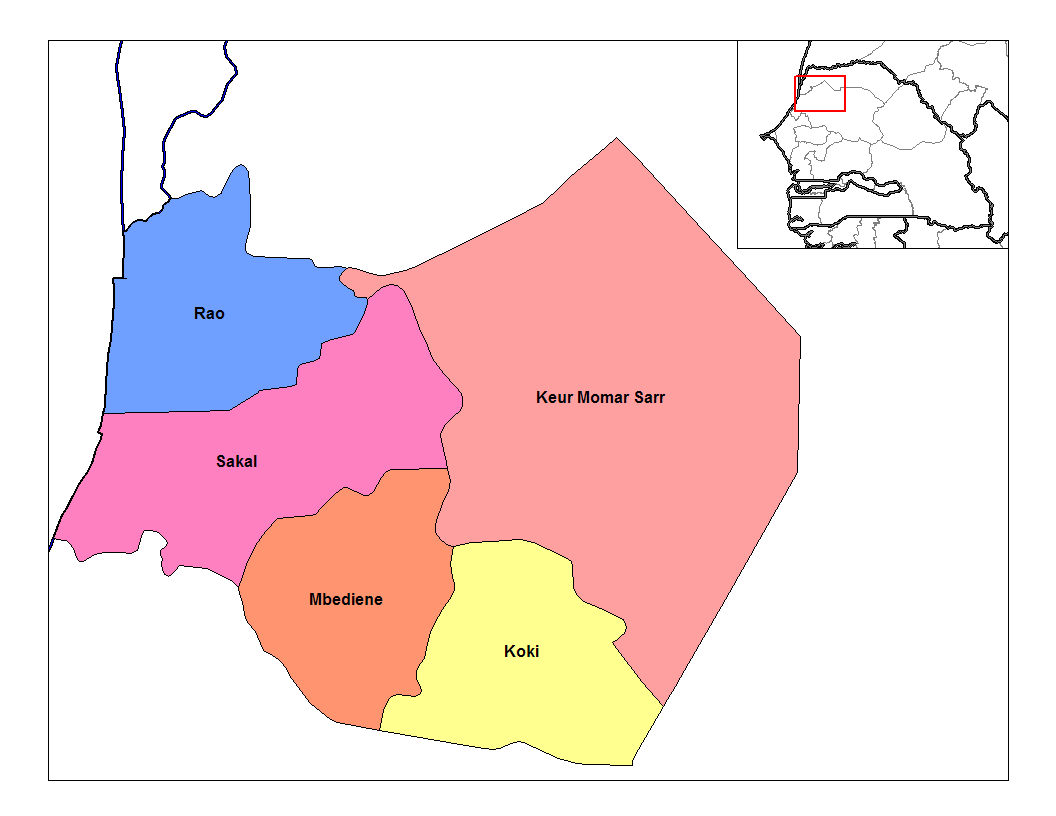
Arrondissements de Louga.

- Keur Momar Sarr
- Koki
- Mbediene
- Sakal

## M'bour

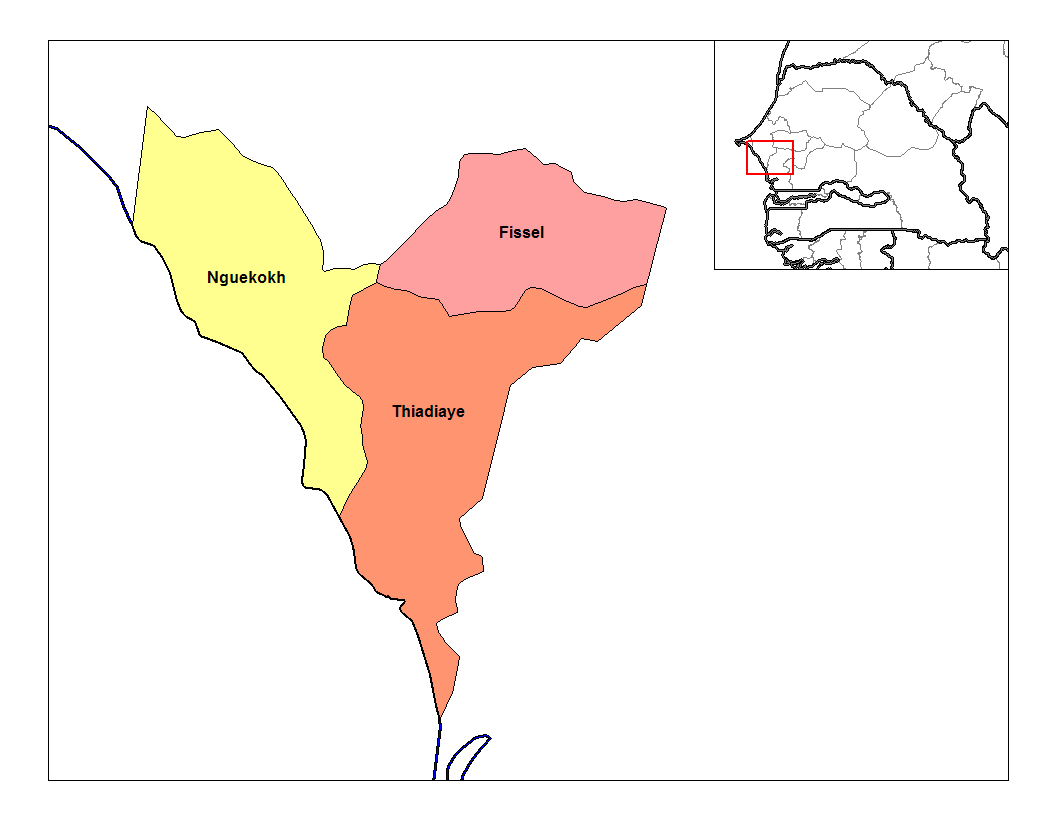
Arrondissements de M'bour.

- Fissel
- Nguekokh
- Thiadiaye

## Matam

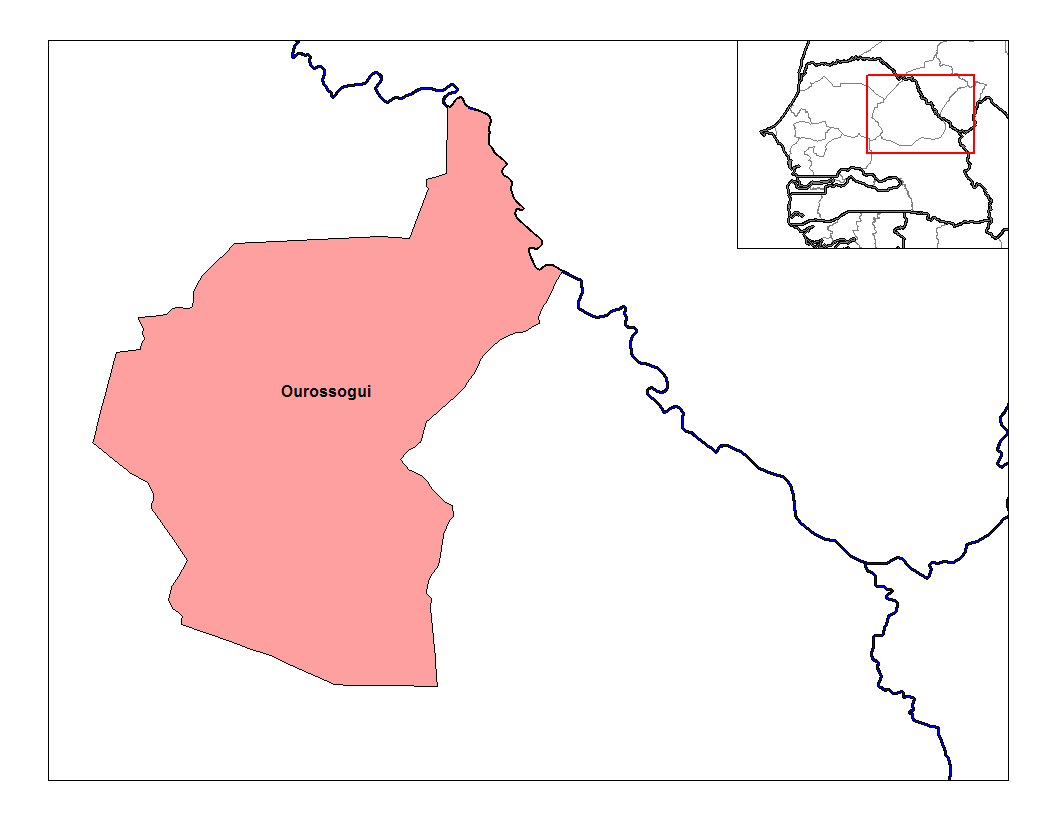
Arrondissement de Matam.

- Ourossogui

## Mbacké

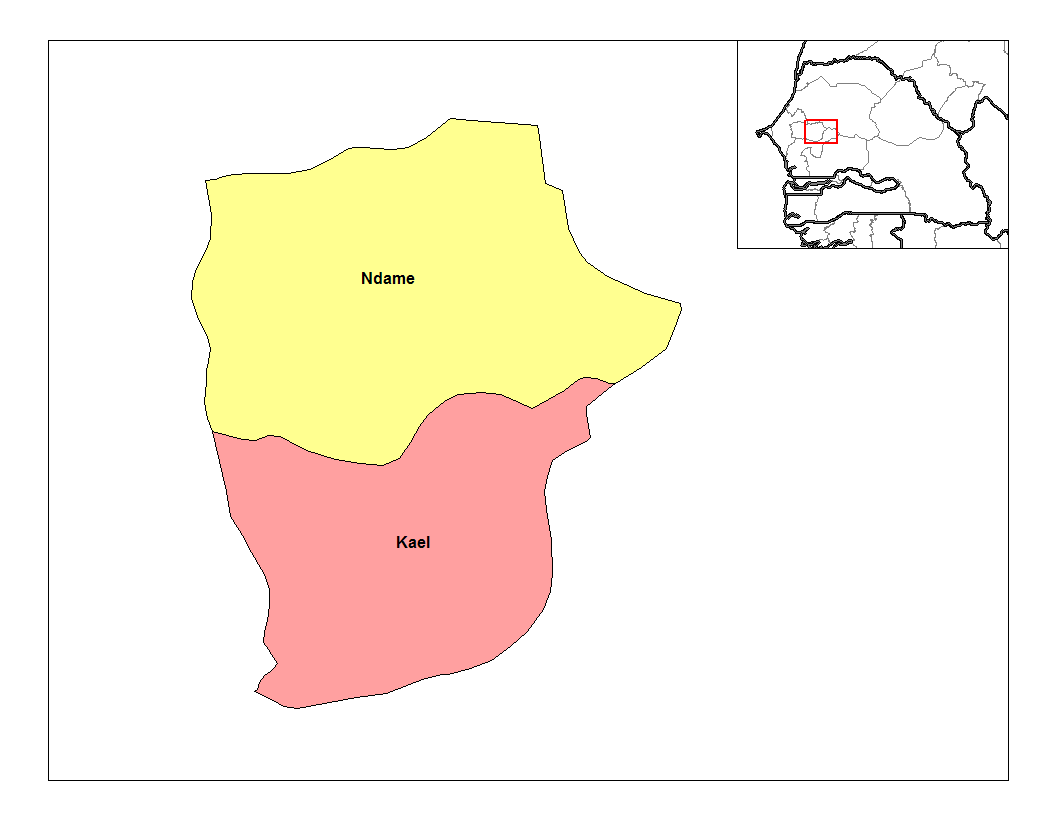
Arrondissements de Mbacké.

- Kael
- Ndame

## Nioro du Rip

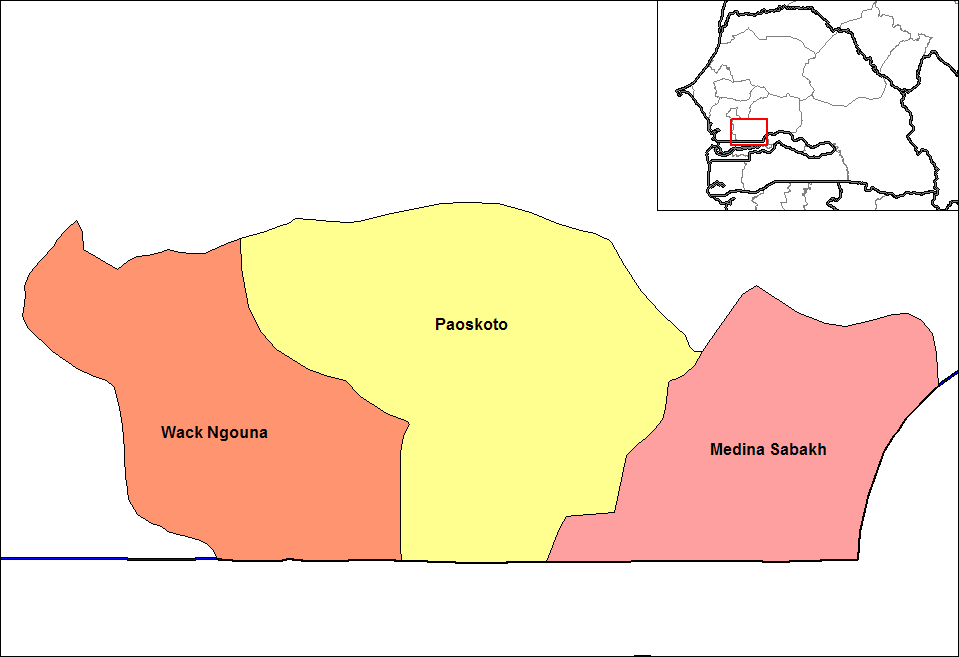
Arrondissements de Nioro du Rip.

- Medina Sabakh
- Paoskoto
- Wack Ngouna

## Oussouye

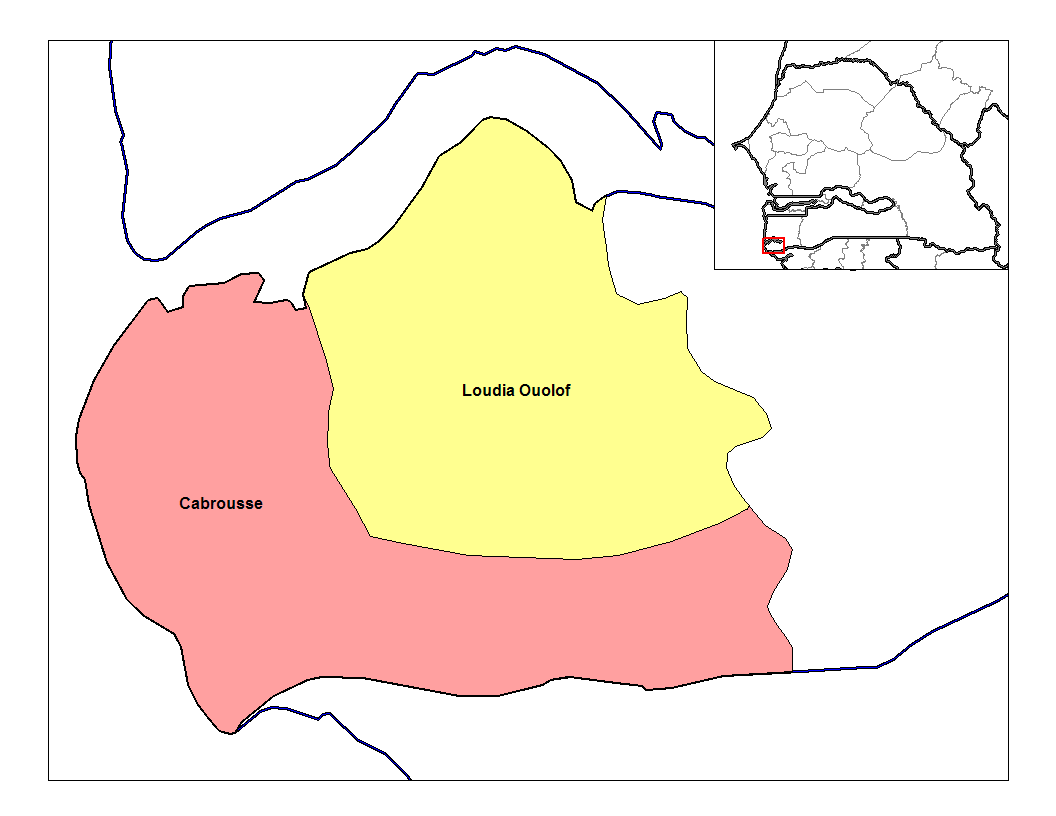
Arrondissements de Oussouye.

- Cabrousse
- Loudia Ouolof

## Pikine

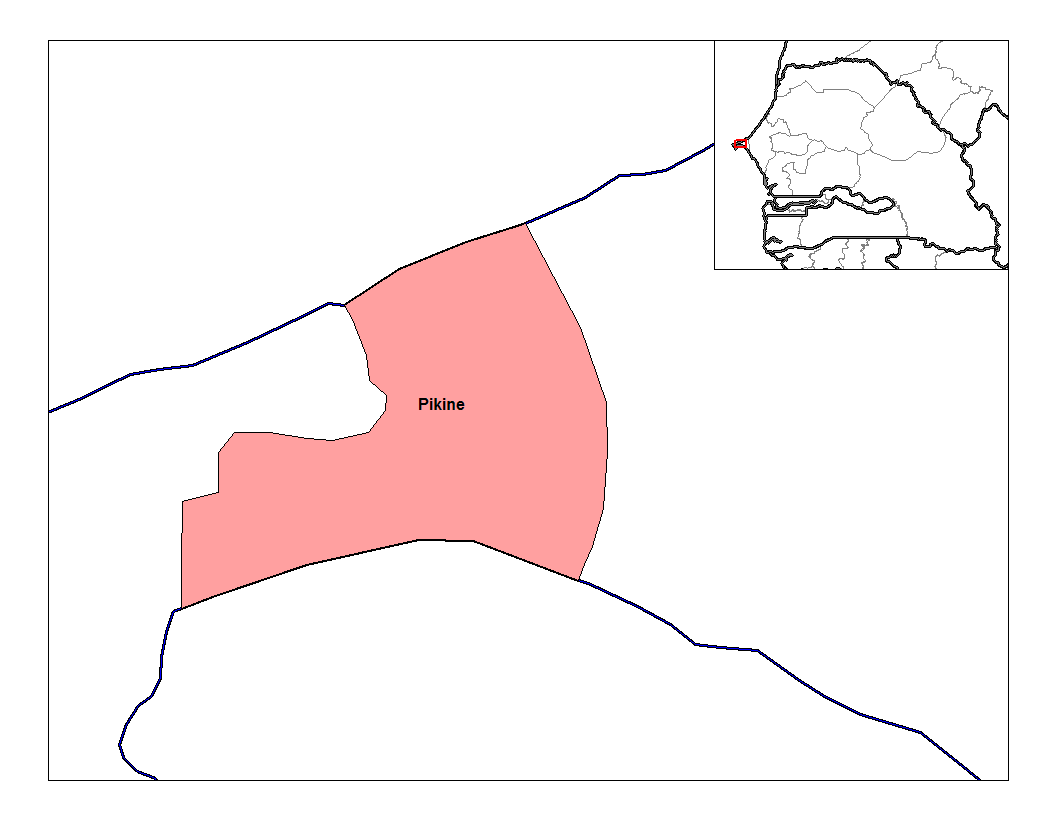
Arrondissement de Pikine.

- Pikine

## Podor

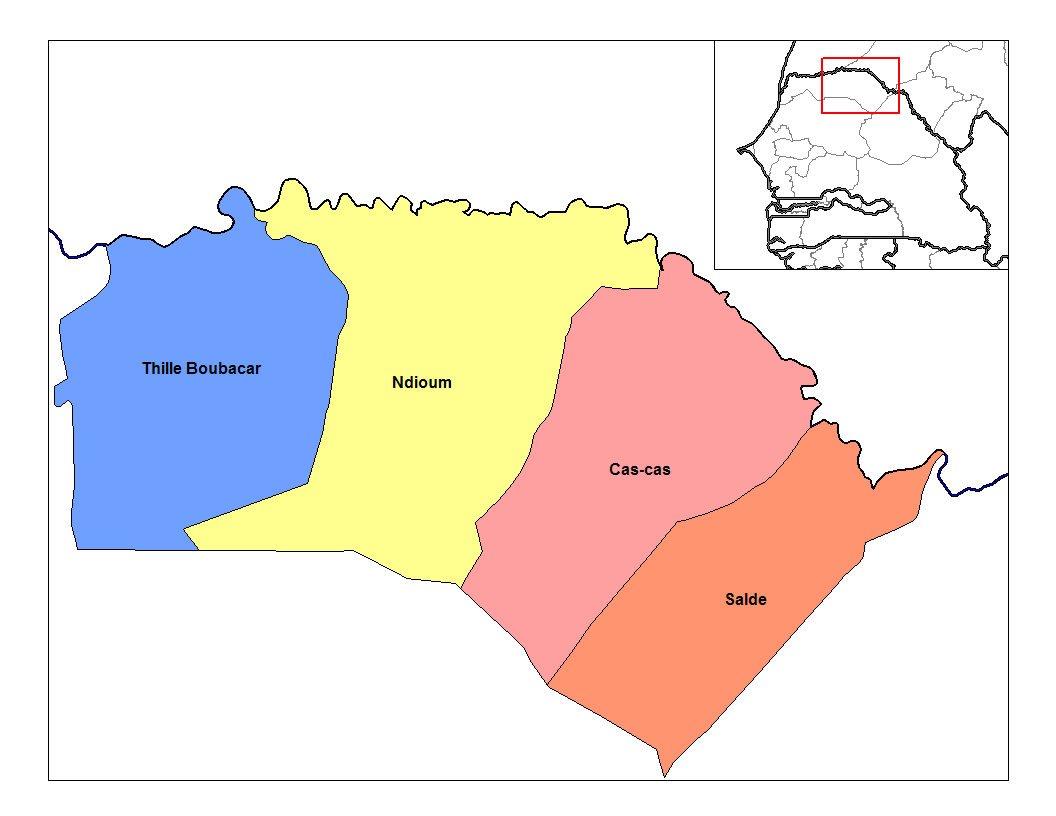
Arrondissements de Podor.

- Cas-Cas
- Ndioum
- Salde
- Thille Boubacar

## Ranérou Ferlo

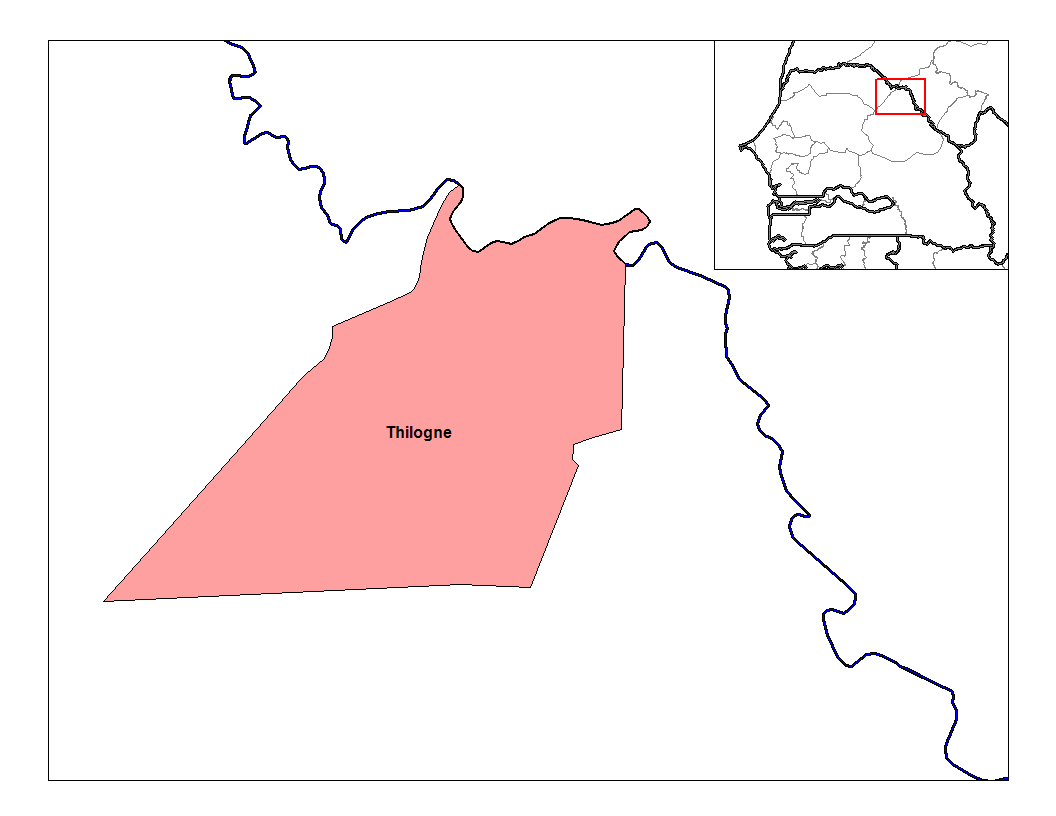
Arrondissement de Ranérou Ferlo.

- Thilogne

## Rufisque

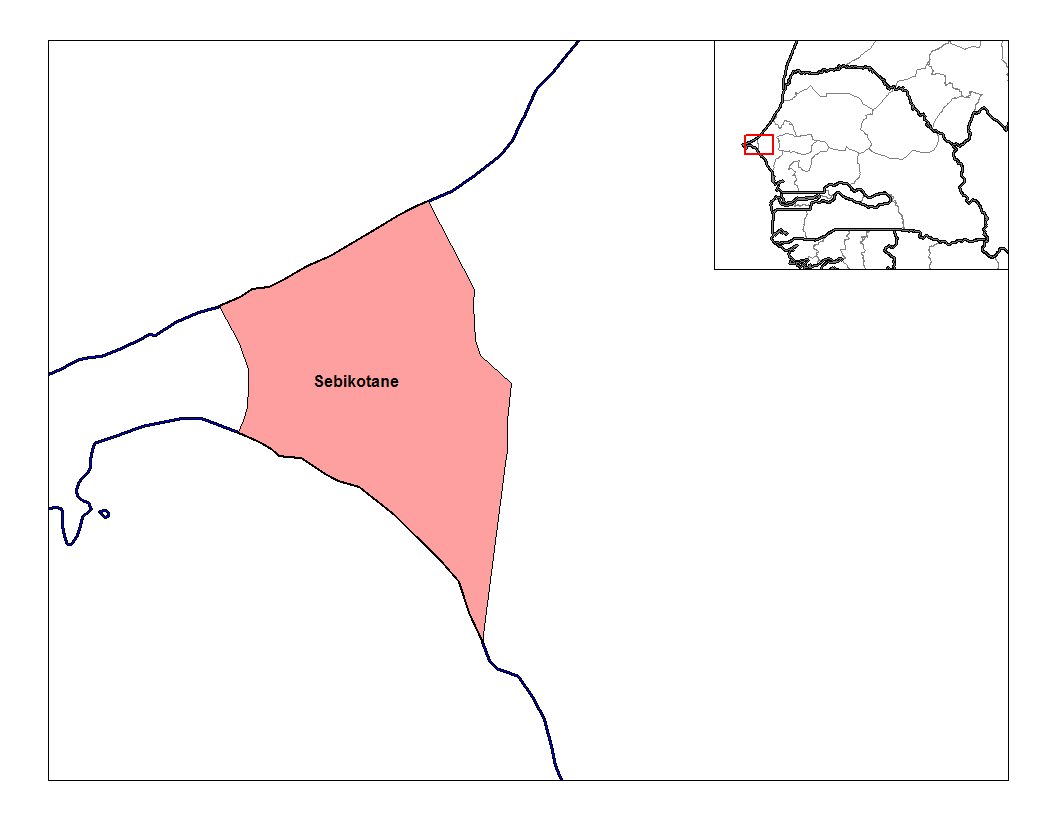
Arrondissement de Rufisque.

- Sebikotane

## Saint-Louis

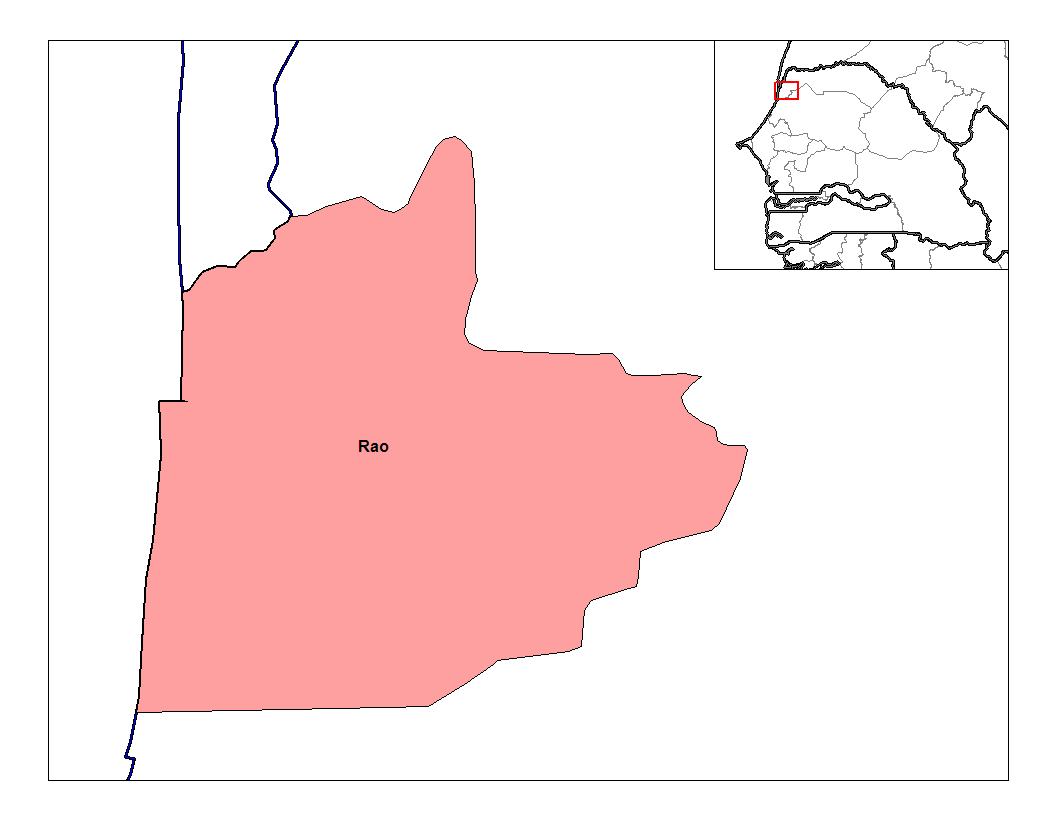
Arrondissement de Saint-Louis.

- Rao

## Sédhiou

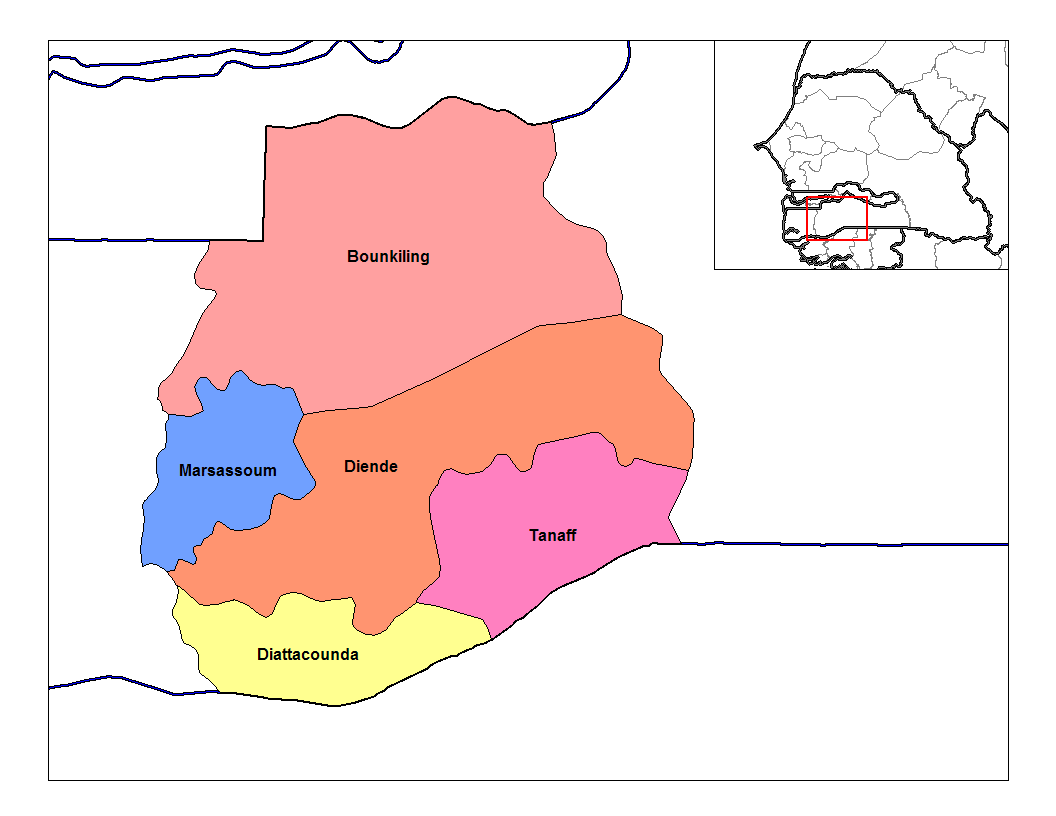
Arrondissements de Sédhiou.

- Bounkiling
- Diattacounda
- Diende
- Marsassoum
- Tanaff

## Tambacounda

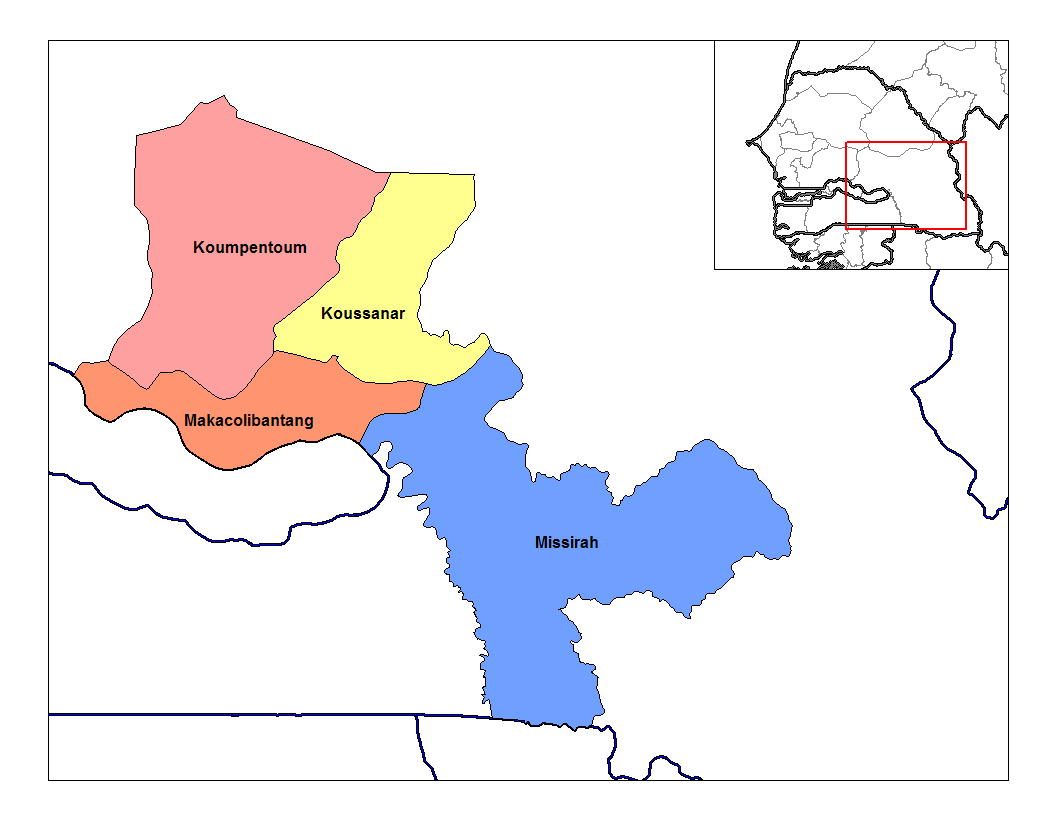
Arrondissements de Tambacounda.

- Koumpentoum
- Koussanar
- Makacolibantang
- Missirah

## Thiès

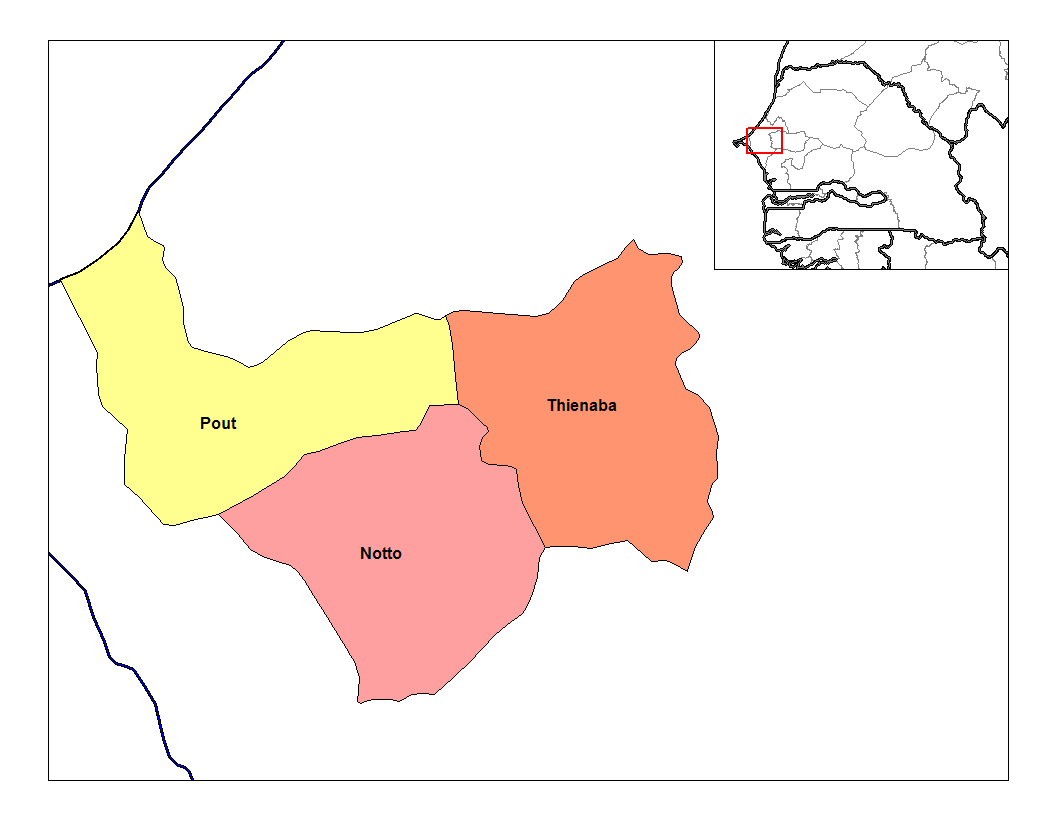
Arrondissements de Thiès.

- Notto
- Pout
- Thienaba

## Tivaouane

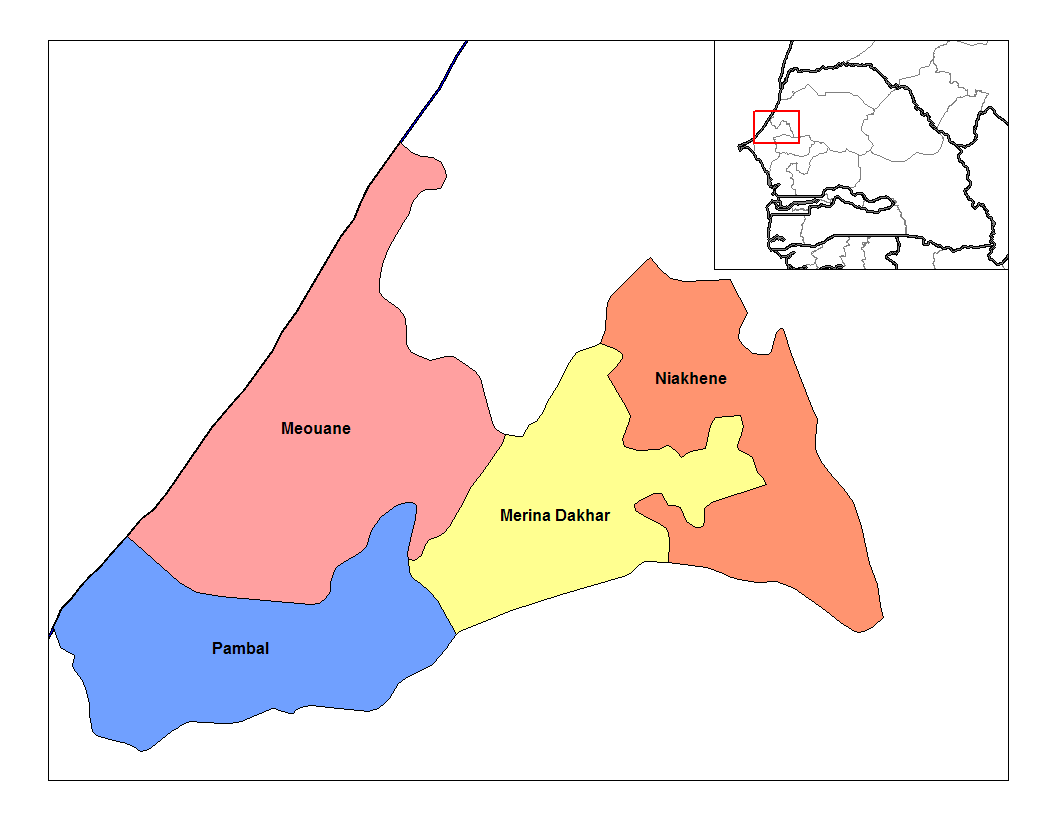
Arrondissements de Tivaouane.

- Meouane
- Merina Dakhar
- Niakhene
- Pambal

## Vélingara

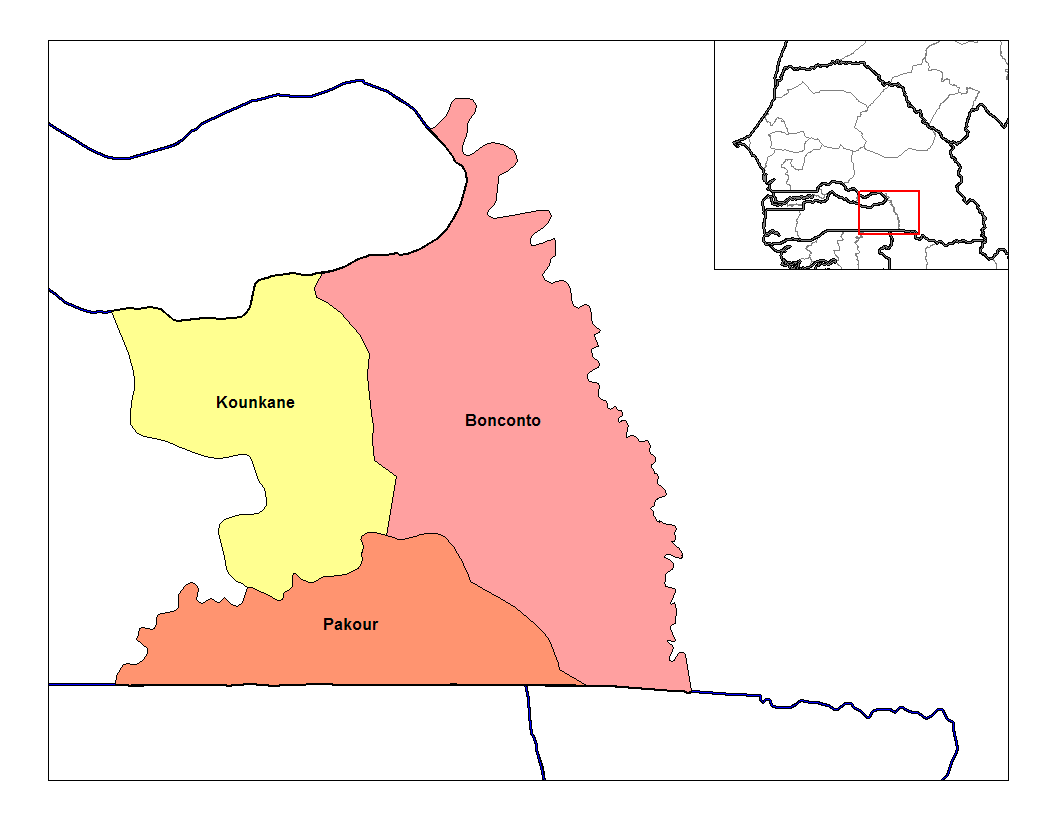
Arrondissements de Vélingara.

- Bonconto
- Kounkane
- Pakour

## Ziguinchor

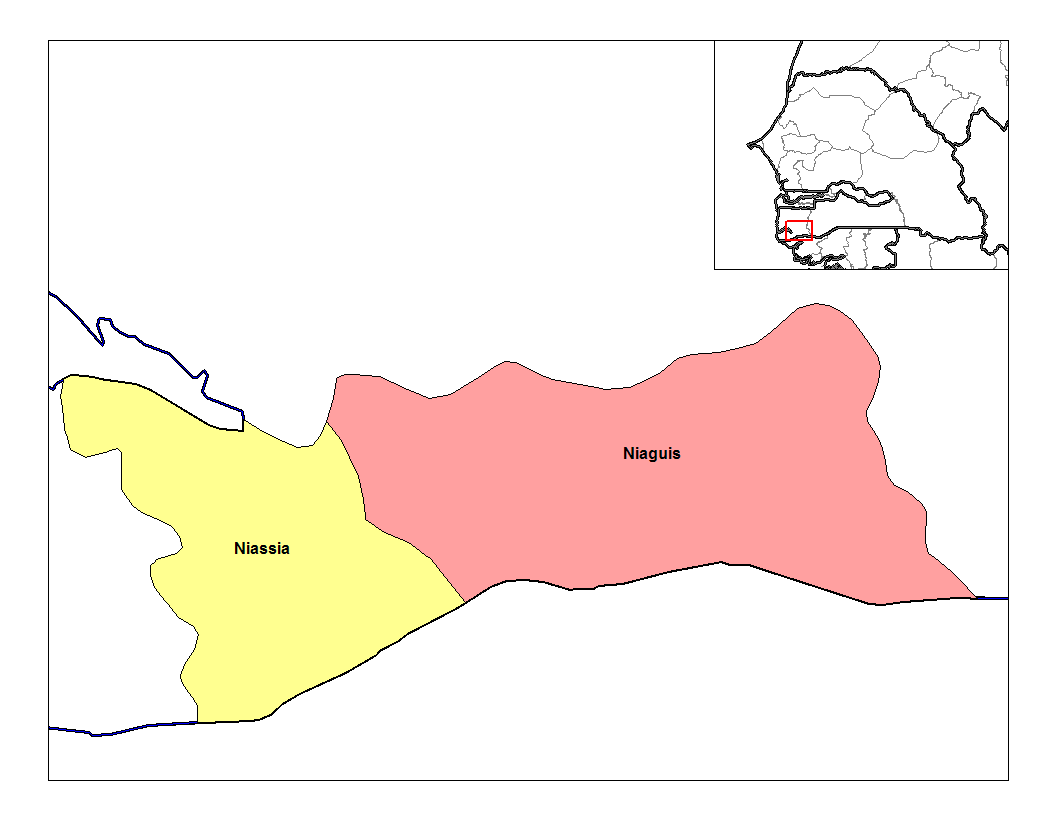
Arrondissements de Ziguinchor.

- Niaguis
- Niassia